# RankBrain
RankBrain (в буквальном переводе — ранжирующий интеллект) — самообучающаяся система с искусственным интеллектом, использование которого было утверждено 26 октября 2015 года поисковой системой Google. Он поддерживает обработку результатов поиска Google и обеспечивает более релевантные результаты для пользователей. В недавнем интервью отметили, что Google RankBrain является третьим наиболее важным фактором в их алгоритме ранжирования наравне со ссылками и контентом.
Если RankBrain видит слово или фразу, но не знаком с ней, алгоритм может сделать предположение относительно того, какие слова или фразы могут иметь аналогичный смысл, и фильтровать результат, что соответственно делает его более эффективным при обработке поисковых запросов, которые ещё никогда не задавали пользователи.
Существует более 200 различных факторов, которые составляют алгоритм ранжирования, чьи точные функции в алгоритме Google полностью не раскрыты. Общее мнение таково, что RankBrain интерпретирует запросы пользователей и предоставляет наиболее релевантные страницы, которые могут и не содержать именно те слова, которые включены в поисковый запрос.
В автономном (офлайн) режиме RankBrain получает данные о прошлых поисковых запросах и, анализируя их, узнаёт, как настроить результаты поиска. После того как результаты RankBrain проверяются командой Google, система обновляется и вновь работает в режиме реального времени.

### Влияние на цифровой маркетинг
RankBrain позволил Google ускорить алгоритмическое тестирование по категориям ключевых слов, чтобы попытаться выбрать лучший контент для любого конкретного поиска по ключевым словам. Это означает, что старые методы игрового ранжирования с использованием ложных сигналов становятся все менее и менее эффективными, а контент самого высокого качества с человеческой точки зрения получает более высокий рейтинг в Google.
RankBrain помог Hummingbird (алгоритм поисковой системы Google) предоставить более точные результаты, потому что он может выучить слова и фразы, которые он может не знать. Он также изучает их специально для страны, а также для языка, на котором сделан запрос. Итак, если кто-то ищет запрос со словом boot (с английского USA — ботинок) в США, он получит информацию об обуви. Если такой запрос поступает с территории Великобритании, то информация может также касаться багажника — места для хранения в автомобилях (boot в переводе с английского UK — багажник).